# Copa Europeia/Sul-Americana de 2000
A Copa Europeia/Sul-Americana de 2000, também conhecida como Copa Toyota e Copa Intercontinental, foi a 39.ª edição da competição, disputada em jogo único na cidade de Tóquio, no Japão, em 28 de novembro de 2000, entre o Real Madrid, campeão da Liga dos Campeões da UEFA e o Boca Juniors, campeão da Taça Libertadores da América.
Em 27 de outubro de 2017, após uma reunião realizada na Índia, o Conselho da FIFA reconheceu os vencedores da Copa Intercontinental como campeões mundiais.

## História
A Copa Europeia/Sul-Americana foi decidida entre Boca Juniors e Real Madrid. O time argentino tinha a chance de se igualar ao único clube do país com duas taças: o Independiente, vencedor em 1973 e 1984. Carlos Bianchi já não tinha algumas peças cruciais do título da Libertadores daquele ano, como Arruabarrena e o zagueiro Samuel, mas mandou a campo um plantel muito forte com Córdoba; Ibarra, Bermúdez, Traverso e Matellán; Battaglia, Serna e Basualdo; Riquelme; Delgado e Palermo. Já o Real apostava no talento de Casillas, Hierro, Roberto Carlos, Makélélé, Figo, Guti e Raúl, comandados pelo futuro supercampeão com a seleção espanhola Vicente Del Bosque. O jogo teve os primeiros 15 minutos fantásticos e com as duas equipes todas no ataque. Palermo abriu o marcador para o Boca aos 3´e ampliou aos 6´. Roberto Carlos diminuiu para o Real aos 12´, e foi só: Boca 2–1 Real. O Boca fazia história e conquistava seu segundo título intercontinental, com Palermo virando ídolo inquestionável e vencendo o prêmio de melhor jogador da competição.

## Equipes classificadas
| Confederação | Equipe       | Classificação                                   | Participação |
| ------------ | ------------ | ----------------------------------------------- | ------------ |
| CONMEBOL     | Boca Juniors | Campeão da Copa Libertadores da América de 2000 | 2ª           |
| UEFA         | Real Madrid  | Campeão da Liga dos Campeões da UEFA de 1999–00 | 4ª           |

## Chaveamento
|  | A Classificação[NOTA] | A Classificação[NOTA] | A Classificação[NOTA] | A Classificação[NOTA] |   |             | Copa Intercontinental | Copa Intercontinental | Copa Intercontinental | Copa Intercontinental |
|  |                       |                       |                       |                       |   |             |                       |                       |                       |                       |
|  | Real Madrid           | 3                     | –                     | –                     |   |             |                       |                       |                       |                       |
|  | Valencia              | 0                     | –                     | –                     |   |             |                       |                       |                       |                       |
|  | Valencia              | 0                     | –                     | –                     |   | Real Madrid | 1                     | –                     | –                     |                       |
|  |                       |                       |                       |                       |   | Real Madrid | 1                     | –                     | –                     |                       |
|  |                       | Boca Juniors          | 2                     | –                     | – |             |                       |                       |                       |                       |
|  | Boca Juniors (pen)    | Boca Juniors          | 2                     | –                     | – | 2           | 0                     | (4)                   |                       |                       |
|  | Boca Juniors (pen)    |                       |                       |                       |   | 2           | 0                     | (4)                   |                       |                       |
|  | Palmeiras             | 2                     | 0                     | (2)                   |   |             |                       |                       |                       |                       |

Notas
- NOTA^  Essas partidas não foram realizadas pela Copa Intercontinental. Ambas as partidas foram realizadas pelas finais da Liga dos Campeões da Europa e Copa Libertadores da América daquele ano.

## Partida
| 28 de novembro de 2000 | Real Madrid        | 1 – 2 | Boca Juniors   | Estádio Nacional, Tóquio                |
| 19:30                  | Roberto Carlos 11' |       | Palermo 2', 5' | Público: 52 511 Árbitro: COL Óscar Ruiz |

| Real Madrid | Boca Juniors |

| REAL MADRID:       |    |                    |     |     |
|                    |    |                    |     |     |
| G                  | 25 | Iker Casillas      |     |     |
| LD                 | 21 | Geremi             | 89' |     |
| Z                  | 4  | Fernando Hierro    |     |     |
| Z                  | 18 | Aitor Karanka      |     |     |
| LE                 | 3  | Roberto Carlos     |     |     |
| M                  | 6  | Iván Helguera      | 89' |     |
| M                  | 24 | Claude Makélélé    |     | 77' |
| M                  | 8  | Steve McManaman    |     | 67' |
| A                  | 10 | Luís Figo          |     |     |
| A                  | 14 | Guti               |     |     |
| A                  | 7  | Raúl               |     |     |
| Reservas:          |    |                    |     |     |
| G                  | 13 | César              |     |     |
| Z                  | 12 | Iván Campo         |     |     |
| Z                  | 2  | Michel Salgado     |     |     |
| M                  | 17 | Flávio Conceição   |     |     |
| M                  | 19 | Santiago Solari    |     |     |
| M                  | 11 | Sávio              |     | 67' |
| A                  | 9  | Fernando Morientes |     | 77' |
| Treinador:         |    |                    |     |     |
| Vicente del Bosque |    |                    |     |     |

| BOCA JUNIORS:  |    |                            |     |       |
|                |    |                            |     |       |
| G              | 1  | Óscar Córdoba              |     |       |
| LD             | 4  | Hugo Ibarra                | 69' |       |
| Z              | 2  | Jorge Bermúdez             |     |       |
| Z              | 13 | Cristian Traverso          |     |       |
| LE             | 6  | Aníbal Matellán            |     |       |
| M              | 22 | Sebastián Battaglia        |     | 90+3' |
| V              | 5  | Mauricio Serna             |     |       |
| M              | 18 | José Basualdo              |     |       |
| M              | 10 | Juan Román Riquelme        |     |       |
| A              | 16 | Marcelo Delgado            |     | 88'   |
| A              | 9  | Martín Palermo             |     |       |
| Reservas:      |    |                            |     |       |
| G              | 12 | Roberto Abbondanzieri      |     |       |
| Z              | 14 | Nicolás Burdisso           |     | 90+3' |
| M              | 24 | José Pereda                |     |       |
| M              | 8  | Julio Marchant             |     |       |
| M              | 17 | Gustavo Barros Schelotto   |     |       |
| A              | 7  | Guillermo Barros Schelotto |     | 88'   |
| A              | 20 | Antonio Barijho            |     |       |
| Treinador:     |    |                            |     |       |
| Carlos Bianchi |    |                            |     |       |

| Homem do jogo: Martín Palermo (Boca Juniors) Bandeirinhas: CHN Liu Tiejun JPN Noboru Ishiyama Quarto árbitro: JPN Naotsugu Fuse |

## Campeão
| Copa Europeia/Sul-Americana de 2000 |
| ----------------------------------- |
| BOCA JUNIORS 2º Título              |